# Grekisk nationalism

Greklands nationsflagga antogs officiellt av den första nationalförsamlingen i Epidauros den 13 januari 1822. I övre hörnet på flaggstångssidan finns en blå fyrkant med vitt kors, där korset symboliserar östortodox kristendom.

Grekisk nationalism även kallad hellenism eller nyhellenism har sina rötter i uppkomsten av nationalismen i Europa under 1800-talet, och präglades av kampen för självständighet mot det Osmanska riket, vilket kulminerade i det grekiska frihetskriget (1821-1829), med hjälp av europeiska romantiska filhellener som Lord Byron. Ethniki Etairia (en grekiskt nationalistisk organisation) anses vara ansvarig för utbrottet av det  grekisk-turkiska kriget 1897. 

## Historia
Under sin historia har grekisk nationalism sett ortodoxa kristna albaner, vlacher och bulgarer som grupper som skulle kunna assimileras i den grekiska nationen .
Den grekiska irredentismen, " Megali Idea" drabbats av ett bakslag i det grek-turkiska kriget (1919-1922) och det grekiska folkmordet. Sedan dess har grekisk-turkiska relationer präglats av spänningar mellan den grekiska och turkiska nationalismen som kulminerade under cypernkrisen 1974.  Den grekisk-ortodoxa kyrkan (Greklands nationella kyrka) har varit en populär källa till grekisk nationalism.
Nationalismen har haft en betydande roll i grekisk politik under det ett och ett halvt århundrade som den grekiska staten har existerat.

## Hellenismen
Greklands nationella ideologi Hellenismen, formulerar synen på den grekiska historien, kulturen och idén, är en kraftfull ideologi för greker .
Grekiska intellektuella insåg tidigt att Fenixmyten var för svagt att stötta en nationell ideologi i Grekland. Därför kom Hellenismen som kulturell tänkesätt att likställas med ”återfödelsen” av det klassiska Grekland, vilket resulterar i den ofrånkomliga utgallringen av alla perioder däremellan. De glömda perioderna behandlas som ”tomma sidor” som ska fyllas med den ”verkliga” grekiska historien .